# Vasile Olariu
Vasile Olariu  (n. 6 iulie 1987, Sânnicolau Mare, Timiș, Republica Socialistă România, România) este un jucător român de fotbal sub contract cu .